# کمبریج (ویسکانسین)
کمبریج (به انگلیسی: Cambridge) یک منطقهٔ مسکونی در ایالات متحده آمریکا است که در شهرستان دان، ویسکانسین واقع شده‌است. کمبریج ۳٫۸۳ کیلومتر مربع مساحت و ۱٬۶۳۸ نفر جمعیت دارد و ۲۵۹٫۰۸ متر بالاتر از سطح دریا واقع شده‌است.